# Aral
Aral (kazakul Арал, oroszul Аральск) kisváros Délnyugat-Kazahsztánban, a Kizilorda régióban, az Aral-tó mellett. A népessége durván 39 000 főt számlál. 1960 óta, amióta jelentős mértékben lecsökkent az Aral-tó mérete, egyre távolabbra került a víztől. A tóba mérgező anyagokat öntöttek bele, s miután kiszáradt az Aral-tó, a szennyezés a talajba került.
A város közelében található az egykori Szovjetunió egyik legfontosabb biológiai fegyvergyára és tesztterülete, az Aralszk–7, az egykori Vozrozsdenyija szigeten.